# Улица милости
Улица милости (енгл. Mercy Street) америчка је медицинско-драмска телевизијска серија аутора Лисе Вулгфингер и Дејвид Зејбел. Постављена је током Грађанског рата и прати две волонтерске медицинске сестре са супростављених страна које раде у Меншн хаус болници у Александрији. Прва сезона од шест епизода емитована је као видео на захтев 14. јануара 2016. године и телевизијски се емитовала од 17. јануара 2016. године на каналу Пи-Би-Ес са 3,3 милиона гледалаца.
Пи-Би-Ес је током почетка марта 2016. године најавио да је наручена друга сезона Улице милости која се емитовала од 22. јануара 2017. године.
Дана 9. марта 2017. године, Пи-Би-Ес је отказао серију након две сезоне.
У Србији, серија се емитује од 16. јануара 2020. године на каналу Нова, титлована на српски језик. Титлове је радио студио Блу хаус.

## Сезоне
| Сезона | Сезона | Број епизода | Приказивање у САД                              | Приказивање у Србији               |
| ------ | ------ | ------------ | ---------------------------------------------- | ---------------------------------- |
|        | 1      | 6 (1—6)      | 17. јануар 2016 — 21. фебруар 2016. (Пи-Би-Ес) | 16. јануар 2020 — још траје (Нова) |
|        | 2      | 6 (7—12)     | 22. јануар 2017 — 5. март 2017. (Пи-Би-Ес)     |                                    |